# Festuca exaristata
Festuca exaristata är en gräsart som beskrevs av Evgenii Borisovich Alexeev. Festuca exaristata ingår i släktet svinglar, och familjen gräs.
Artens utbredningsområde är Lesotho. Inga underarter finns listade i Catalogue of Life.